# Rémy Mertz
Rémy Mertz (Luxemburgo, 17 de julio de 1995) es un ciclista belga que fue profesional entre 2017 y 2023.

## Palmarés
2015
- 1 etapa de la Carpathian Couriers Race

## Resultados en Grandes Vueltas
Durante su carrera deportiva consiguió los siguientes puestos en las Grandes Vueltas. 
| Carrera | Carrera         | 2017  | 2018 | 2019 | 2020  | 2021 | 2022 | 2023 |
| ------- | --------------- | ----- | ---- | ---- | ----- | ---- | ---- | ---- |
|         | Giro de Italia  | —     | —    | —    | —     | —    | —    | —    |
|         | Tour de Francia | —     | —    | —    | —     | —    | —    | —    |
|         | Vuelta a España | 150.º | —    | —    | 104.º | —    | —    | —    |

—: no participa

Ab.: abandono